# Alfred-Étienne Piébourg
Alfred-Étienne Piébourg, né le 20 janvier 1848 à Chartres et mort le 30 mai 1902 dans la même ville est un architecte français,.

## Biographie
Fils d’Alfred-Isidore Piébourg (1815–1902), architecte à Chartres, et de Marie-Claire Jacquin, Alfred-Étienne Piébourg suit ses études secondaires au collège de la ville. Il est admis à l’École des beaux-arts de Paris le 22 octobre 1866, où il est l’élève d’Alexis Paccard. Il entre en seconde classe, obtient un total de 17 valeurs, accède à la première classe et reçoit sa dernière mention le 4 mars 1872,.
Pendant la guerre franco-prussienne de 1870, il sert comme sous-lieutenant dans les mobiles d’Eure-et-Loir. Il est fait prisonnier après la retraite du Mans et interné à Leipzig.
À sa sortie de l’École, il rejoint le cabinet de son père à Chartres, dont il devient progressivement le collaborateur, puis le successeur. Il lui succède également en tant qu’architecte de la ville de Chartres en 1875.
Parmi ses principaux travaux souvent réalisés en collaboration avec son père ou à la suite de concours publics  figurent : la succursale de la Banque de France à Chartres, le lycée de Chartres, l’agrandissement de l’hôtel de ville, l’établissement hydraulique de la ville de Chartres...
Il intervient également sur de nombreux bâtiments publics dans le département : églises, presbytères, écoles et hospices.
Très impliqué dans la vie intellectuelle et patrimoniale locale, Piébourg est membre de plusieurs sociétés savantes. Il entre en 1882 à la Société centrale des architectes et devient président de la Société archéologique d'Eure-et-Loir en 1901.
Il reçoit plusieurs distinctions, dont : les palmes académiques (nommé officier d’Académie en 1887, notamment pour sa contribution au lycée de Chartres), une médaille d’argent du ministère de l’Intérieur à l’Exposition universelle de 1878, une médaille de bronze à celle de 1889.

### Mort et postérité
Alfred-Étienne Piébourg meurt subitement à Chartres le 30 mai 1902 à l’âge de 54 ans. Ses obsèques ont lieu le 2 juin 1902, en présence des autorités locales, de nombreuses personnalités et de représentants des sociétés auxquelles il appartenait.
Deux notices nécrologiques lui sont consacrées : l’une par Paul Déchard dans L'Architecture (14 juin 1902, p. 197, avec un portrait photographique), et l’autre par Charles Lucas dans La Construction moderne (21 juin 1902, p. 455).

## Principales réalisations
- Agrandissement de l'hôtel de ville de Chartres (1870-1879)[1].
- Succursale de la Banque de France à Chartres avec les architectes Alfred-Isidore Piébourg et Jean Charles Laisné, 32 rue du Docteur Maunoury, Chartres (1875)[1],[6].
- Caserne de gendarmerie, 58 voie de la Liberté, Nogent-le-Rotrou (1875)[1],[7].
- Établissement hydraulique et château d'eau des Perriers, place des Vieux Capucins, Chartres, 1875[5],[8].
- Collège de filles de Chartres, 23 boulevard Adelphe Chasles, Chartres (1886)[1],[9].
- Tour Jehan-Pocquet, 1 rue Jehan-Pocquet, Chartres (1887)[10].
- Lycée Marceau de Chartres, 12 rue Jehan-Pocquet, Chartres (1887)  Inscrit MH (1979, 2000)[1],[11].
- Kiosque à musique de la butte des Charbonniers à Chartres (1887).
- Mairie de Bailleau-le-Pin (Eure-et-Loir), (1892-1895)[12].
- Caserne du train des équipages à Lucé[1].

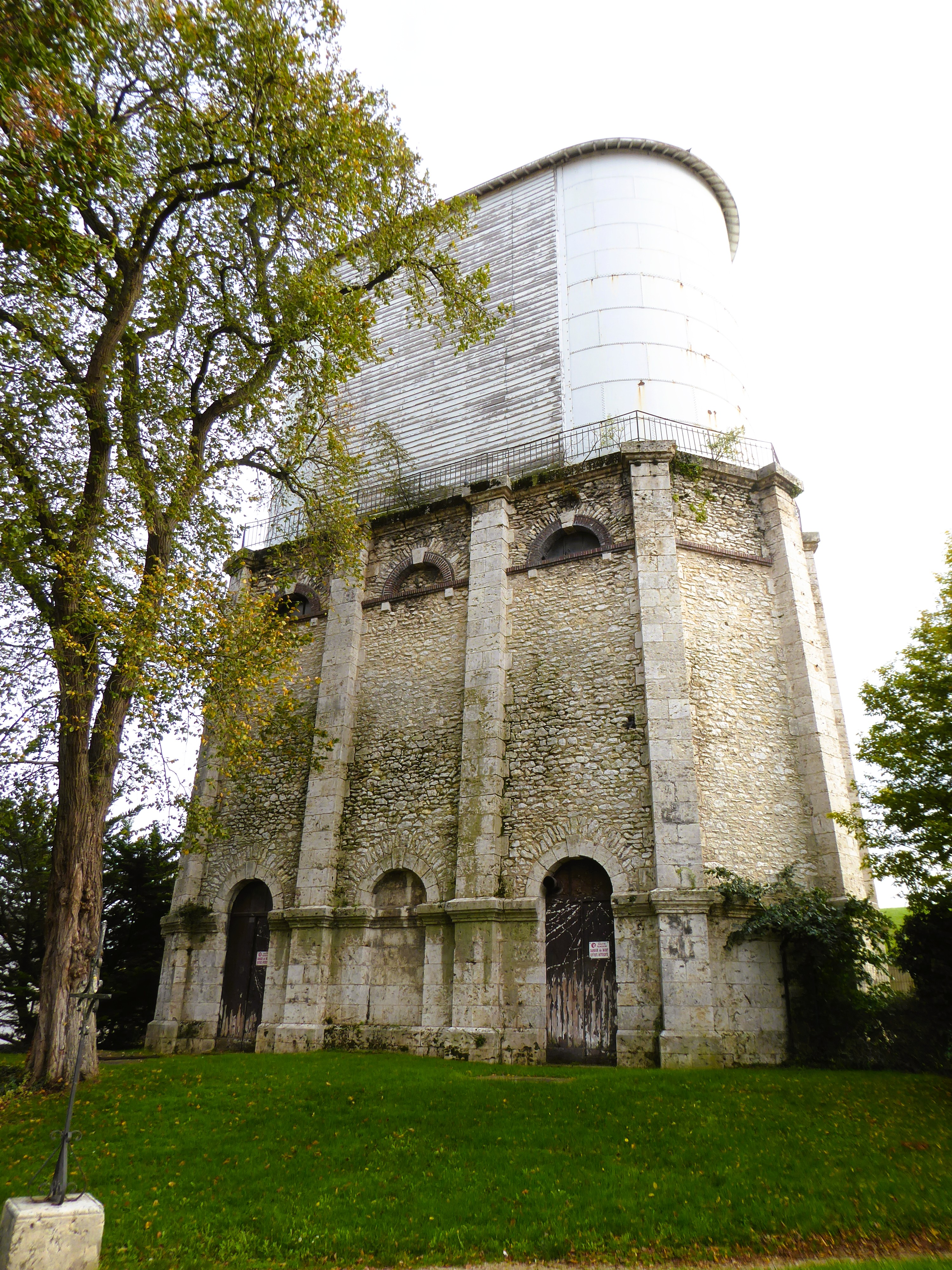
Réservoir, place des Vieux-Capucins, 1875.
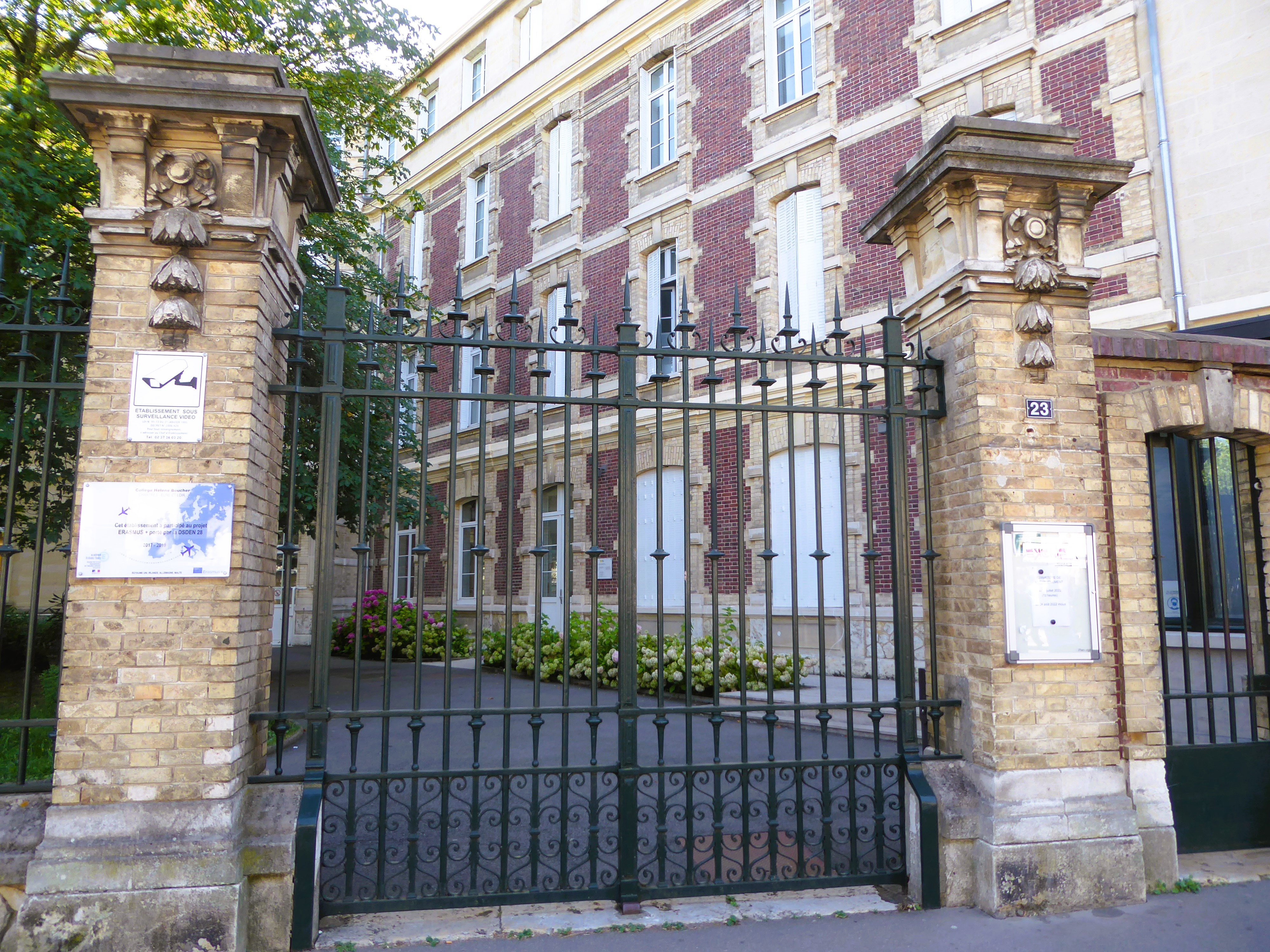
Collège de filles Hélène-Boucher, 1886.
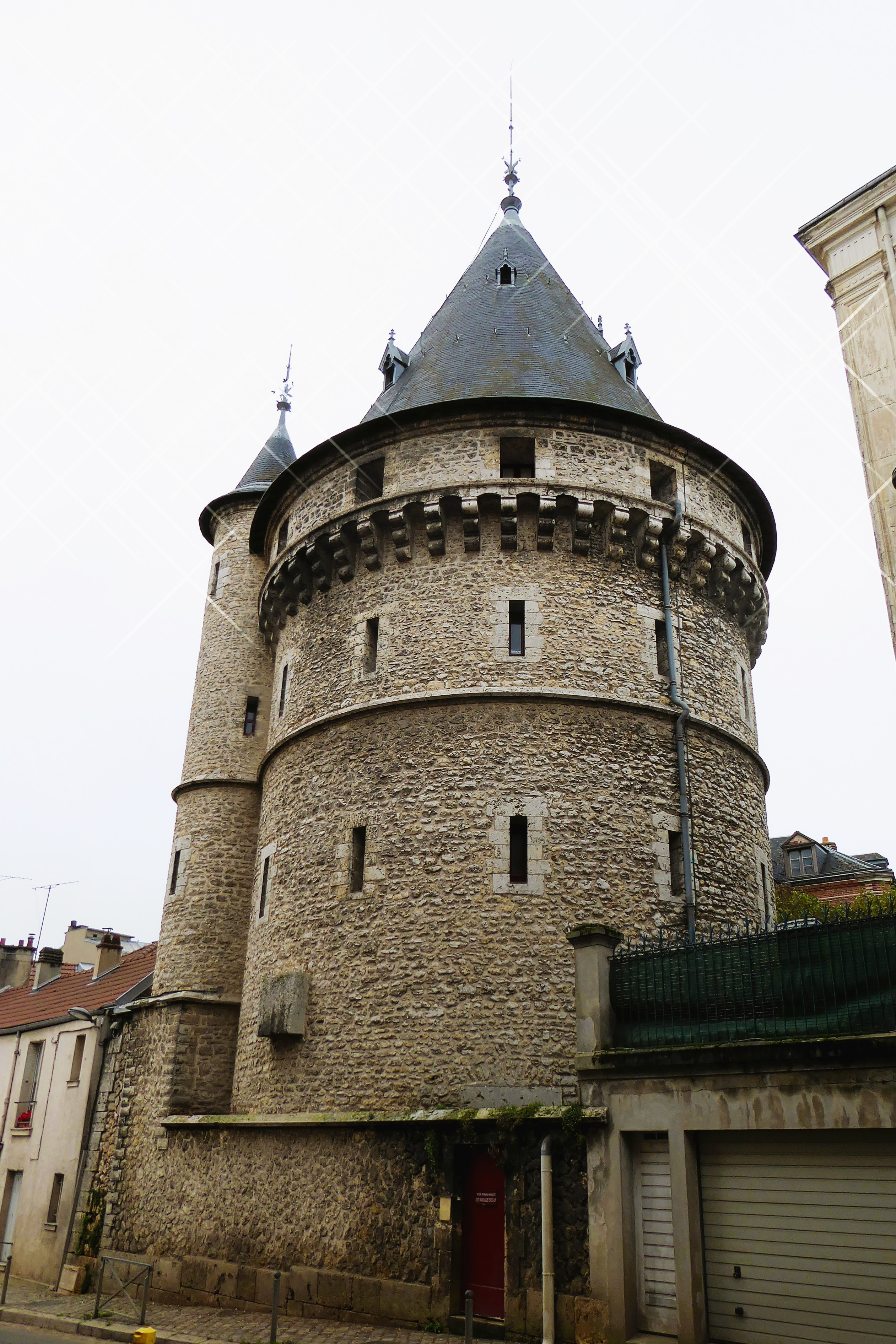
Tour Jehan Pocquet, 1887.
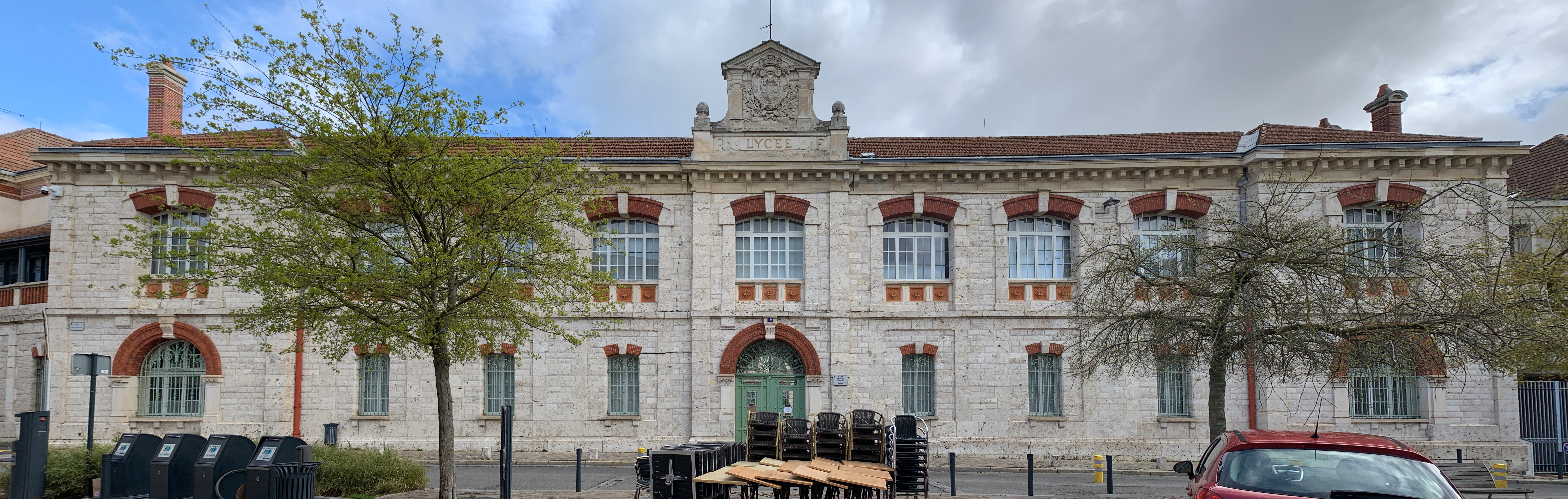
Lycée Marceau, 1887.
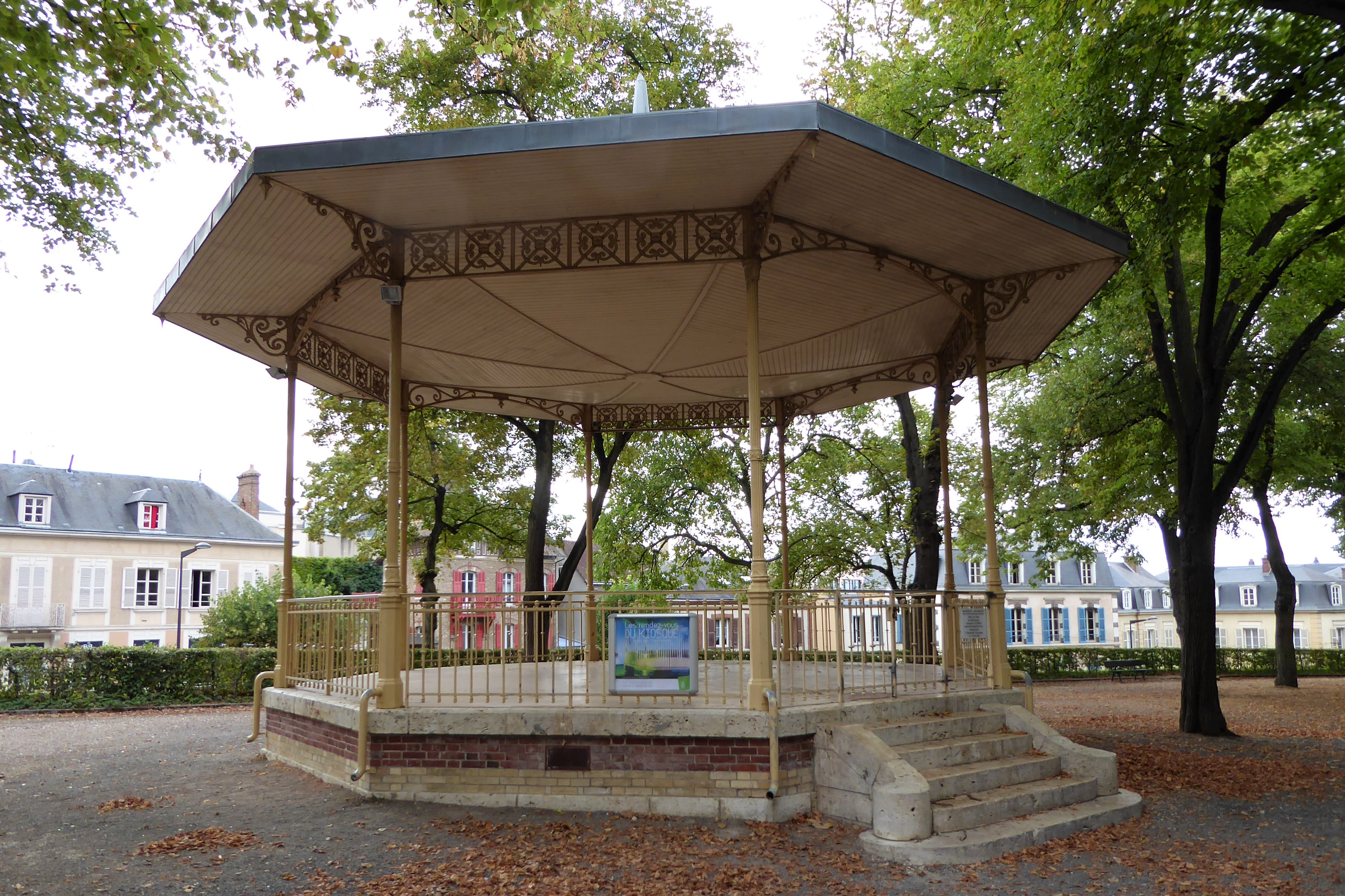
Kiosque à musique, 1887.
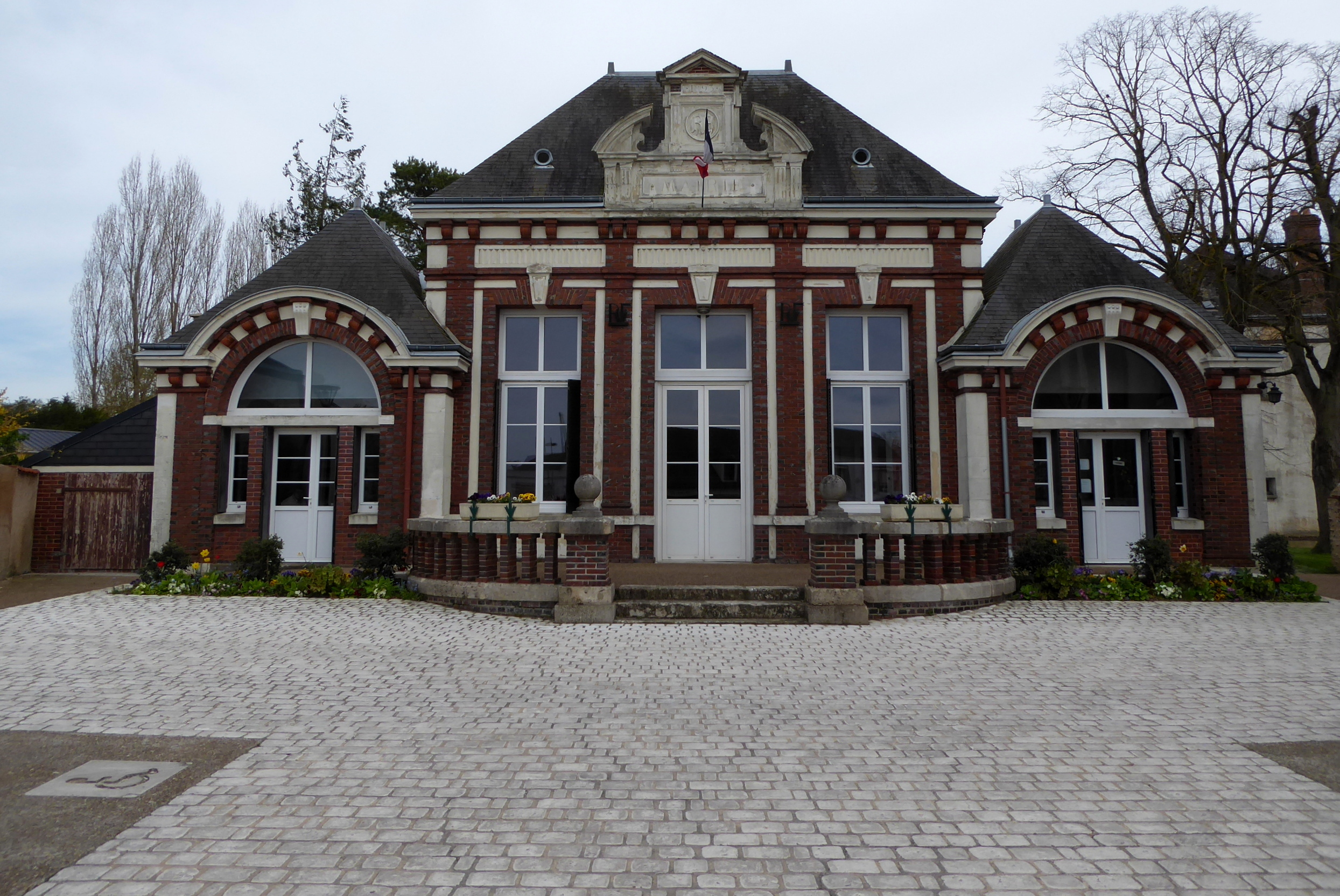
Mairie de Bailleau-le-Pin, 1892-1895.

### Sources
- La Construction moderne, n° 38, 21 juin 1902, p.455.
- L'Architecture, n°14, 14 juin 1902. Article en ligne
- Procès-verbaux de la Société archéologique d'Eure-et-Loir, t. XI, Chartres, 1905. Lire en ligne
- Académie d’architecture, dépouillement du bulletin de la Société centrale des architectes. Edmond Delaire et alii, Les architectes élèves de l’École des beaux-arts, 1793-1907, Paris, librairie de La Construction moderne, 1907. En ligne